# Политички систем Саудијске Арабије
Политички систем Саудијске Арабије je централна институција саудијског политичког система и апсолутна монархија. Она не предвиђа поделу власти, као што је уобичајено у демократијама: према члану 12, владајући монарх има дужност да се бори за јединство нације, он тако може интервенисати у законодавној и извршној власти, може забранити све радње које могу довести до поделе и нереда.
У Саудијској Арабији нема политичких партија нити националних избора.

## Основни закон
Према Основном закону из марта 1992. (члан 5), Саудијска Арабија је монархија којом владају мушки потомци краља и оснивача државе Ибн Сауда. Устав земље, који се управља на основу исламског шеријатског права, је Куран. Краљева моћ је теоретски ограничена правилима шеријата и саудијске традиције. Он такође мора одржати консензус између династије Сауд (краљевске породице), верских вођа (улема) и других кључних елемената саудијског друштва. Државна религија је ислам вехабијског смера. Овај облик ислама је добио на значају захваљујући финансијској помоћи Саудијске Арабије у изградњи џамија и школа Курана широм света.
У случају упражњеног места, водећи чланови краљевске породице бирају између себе новог краља, уз накнадно одобрење улеме.

## Систем власти
Краљевина се састоји од 13 провинција; њима владају принчеви или блиски рођаци краљевске породице. Све гувернере провинције поставља краљ.
Од оснивања државе, саудијски краљеви су постепено успоставили централизован систем власти. Oсновано је Вијеће министара 1953. године, чије чланове именује краљ, коме су они искључиво одговорни. Ово тело саветује краља у одређивању опште политичке линије и усмерава делатност управе. Савјет министара чине премијер, први и други потпредсједници Владе, још 20 министара (од којих министар одбране има и функцију другог потпредсједника Владе), два државна секретара и мањи број савјетника и шефова великих аутономних организација. Министарске функције се често дају члановима краљевске породице.

## Законодавство
Закони се доносе одлуком Вијећа министара и накнадном ратификацијом Краљевским декретом. Морају бити у складу са шеријатом. Савјетодавна скупштина Саудијске Арабије је могла деловати као законодавно тело; међутим, она има само саветодавну функцију. У јулу 1997. године број чланова саветодавног тела је повећан са 60 на 90, у мају 2001. године на 120 и 2005. године на 150 чланова. Како многи стари чланови нису поново именовани као резултат проширења, састав одбора се значајно променио. Улога Савета такође има тенденцију да се прошири с обзиром на растуће искуство тела. Политичке партије су забрањене.

## Јурисдикција
Јуриспруденција у краљевству се сматра сунитском ортодоксном. Под снажним је утицајем селефизма. За разлику од традиције исламских држава из прошлости, саудијско правосуђе није стриктно засновано на једној од правних школа (Мезхеб) сунитског ислама, већ спроводи иџтихад, независно тумачење правних извора. Највећи консензус у верском праву постоји са ханбелијским тумачењем, које је посебно строго по питању јавног морала. Извори су Куран , Суна (хадис), Иџма, Кијас и Рај (Истихсан), узимајући у обзир ставове и мишљења научника из прошлости. Ахмад ибн Ханбал, Ибн Таимија и Ибн Катхир заслужују посебно споменути овдје. Према ханбелијској традицији, закључак по аналогији (кијас) и независна доктрина (раји) играју само споредну улогу у дефинисаним изворима фикха. Ово се пре свега односи на строго теолошки и догматски став. Постоји настојање да се сви закони извуку из Курана, Сунета и консензуса (Имама) првих генерација (салаф ас-салих), што чини правно тумачење нпр, у поређењу са Ханифијски мезхеба, правна школа је релативно нефлексибилна и није оријентисана на праксу.

## Реформе
Краљ Фахд је издао неколико декрета, у којима су постављене основе система власти у марту 1992. године. По први пут је овом приликом кодификован процес наслеђивања престола. Истовремено, као део краљевског програма реформи, створено је национално саветодавно тело, именовани чланови саветују владу о питањима од јавног интереса. У програм реформи укључен је и оквир за природу одговарајућих саветодавних тела на провинцијском нивоу.
У септембру 1993. године краљ Фахд је издао даље реформске декрете којим је именовао чланове новог саветодавног тела и дао му пословник. Фахд је такође најавио реформе које се тичу Вијећа министара, укључујући четворогодишње ограничење мандата и правила како би се избјегао сукоб интереса између министара и других високих званичника. Чланови 13 провинцијских већа и пословници који се односе на њих такође су проглашени 1993. године.